# Michael Yani
Michael Yani (n. 31 de diciembre de 1980) es un jugador estadounidense profesional de tenis. Se convirtió en profesional en 2003.
Yani clasificó para Wimbledon 2009 y para el US Open 2009, pero perdió en ambas ocasiones en la primera ronda en sets corridos. En Roland Garros 2010, perdió un partido apretado en la primera ronda contra Lukas Lacko por 6-4, 6-7 (5), 6-7 (4), 7-6 (5), 12-10.

## Vida personal
Empezó a jugar al tenis a los 2 años y medio en el jardín. Su madre se llama Nancy y el padre se llama Edward y los dos están jubilados. Yani tiene dos hermanos, Terry que trabaja en Cisco Systems y Andrew. Sus superficies favoritas son las canchas duras y las de césped. Sus tiros favoritos son la derecha y el servicio. Sus torneos favoritos son Wimbledon y el US Open. Sus ídolos son Pete Sampras y Andre Agassi, Lebron James fuera del tenis. El surf, fútbol, baloncesto y el golf son sus pasatiempos. Si no fuera un jugador de tenis, sería una especie de músico porque puede amar la música aún más que el tenis. Sus mejores recuerdos son las qualys para Wimbledon y el US Open.

## Títulos (0)

### Clasificación en torneos de Grand Slam
| Torneo          | 2012 | 2011 | 2010 | 2009 | Títulos |
| --------------- | ---- | ---- | ---- | ---- | ------- |
| Australian Open | Q1   | Q1   | Q2   | Q1   | 0       |
| Roland Garros   |      | -    | 1r   | -    | 0       |
| Wimbledon       |      | -    | Q1   | 1r   | 0       |
| US Open         | Q1   | 1r   | Q2   | 1r   | 0       |